# 다람쥐

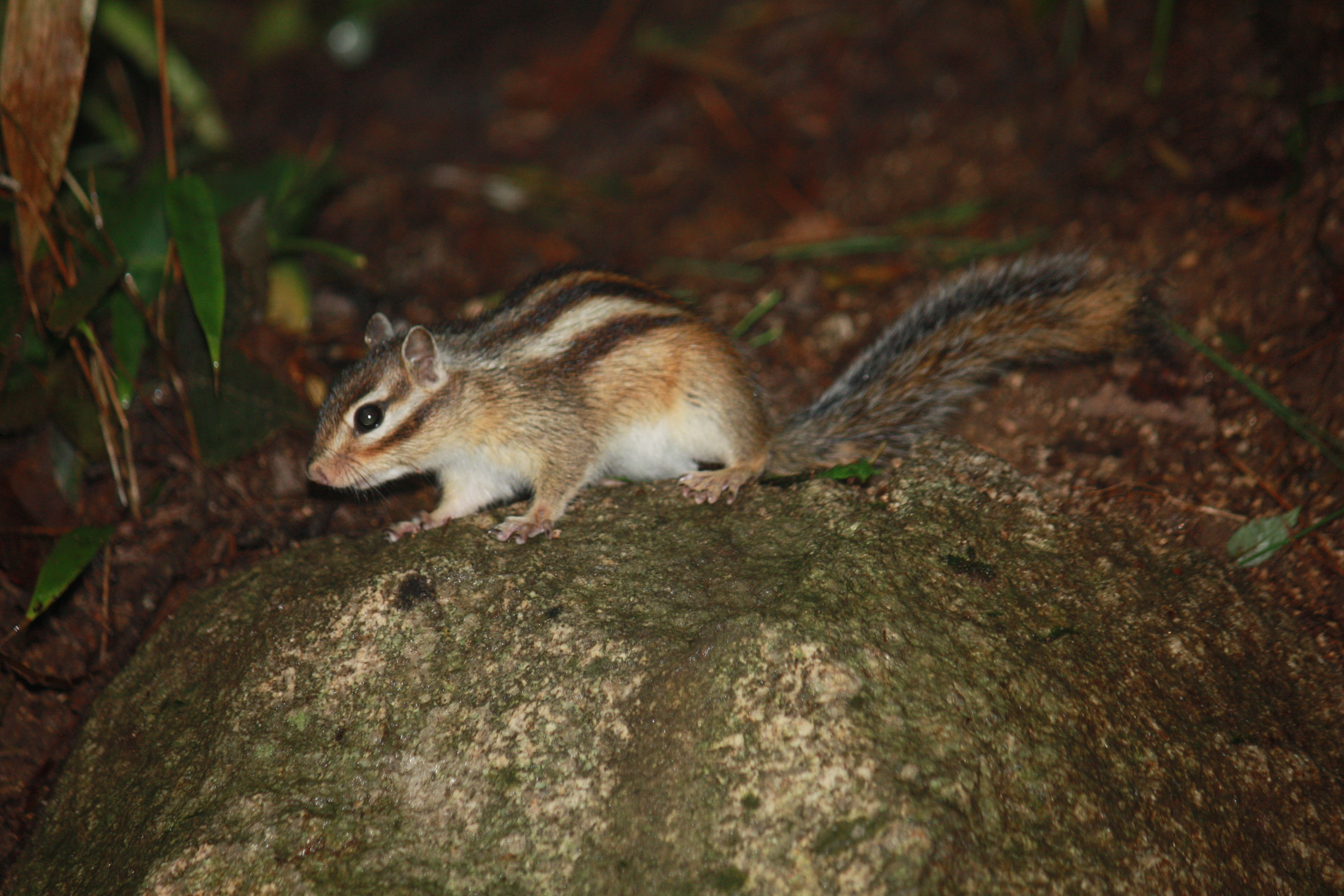
다람쥐. 대한민국 경주에서 촬영.

다람쥐(Eutamias sibiricus)는 다람쥐과 동물 중 하나이다. 몸통 길이는 12~20 cm이며, 꼬리 길이는 7~13 cm이다. 뺨주머니가 발달되어 있어 먹이를 운반하기에 알맞다. 몸 윗면에 5줄의 암흑색 줄무늬가 있다. 겨울에는 땅속 굴, 바위 구멍에서 가까운 곳에 먹이 저장고를 만들어 놓고 겨울잠을 잔다. 동유럽, 동북아시아, 중국 동부 지역, 러시아 우수리, 바이칼호, 한국과 일본 홋카이도의 삼림 지대에서 산다. 한국산 애완용 다람쥐가 1980년대까지 유럽으로 수출되었는데 야생에 적응된 개체수가 너무 늘어나서 침입종으로 여겨지고 있으며 라임병의 중간숙주로 문제가 되고 있다.

## 한국 다람쥐
이무영 서울대 수의대 한국 야생동물 유전자원 은행 연구원(현 국립생물자원관 전문위원) 등 한국과 러시아 연구자들은 2008년 과학저널 ‘분자와 세포’에 실린 논문에서 한·중·러 3국 다람쥐의 유전자를 비교 분석한 결과 처음으로 한반도 다람쥐의 염기서열 변이가 다른 것보다 11.3%나 다른 것을 확인했다. 연구자들은 “미토콘드리아 사이토크롬 비 유전자에서 이런 정도의 차이가 나는 것은 한반도 다람쥐가 새로운 종일 수 있음을 가리킨다”며 “신종 확인을 위해서는 핵 유전자와 형태적 분석 등 후속연구가 필요하다”고 밝혔다. 이후 고흥선 충북대 교수(현 명예교수) 등은 2010년 핵 디엔에이(DNA) 분석을 통해 한반도 다람쥐가 별도 종일 가능성을 뒷받침했고, 러시아 학자 등은 두개골 등 형태학적인 차이를 확인했다. 북한 표본을 확보한 이 교수팀은 교육과학부의 지원을 받아 수행한 ‘북유라시아 다람쥐과 동물 3종의 비교계통지리’ 보고서(2013)에서 “국내 다람쥐 개체군의 유전적 구조는 인접 국가 중국, 일본, 몽골과 확연한 차이가 있다”며 “한반도에 서식하는 다람쥐 일부는 고유종임을 확인했다”라고 밝혔다. 흥미롭게도 대륙 다람쥐와 한반도 다람쥐의 분포 경계는 압록강과 두만강이 아니었다. 이 교수는 “애초 추정과 달리 경계선은 더 아래 양강도와 자강도 선으로 내려왔다”며 “결과적으로 북한에는 대륙형과 한반도형 두 종이 사는 셈”이라고 말했다. 물론 한반도 고유종을 최종적으로 확인하려면 더 많은 북한 쪽 표본 조사가 필요하고, 대륙형과 한반도형 사이에 잡종이 이뤄졌는지 등 추가로 분석해야 할 일이 남은 상태다.
이처럼 한반도의 다람쥐가 다른 종이 된 것은 빙하기 영향인 것으로 과학자들은 본다. 빙하기 때 한반도와 중국 내륙, 극동 러시아 등의 피난처에 고립된 다람쥐가 유전적으로 분화한 뒤 간빙기 때 서식지를 확대한 뒤에도 한반도에서는 그 차이를 유지해 다른 종으로 진화했다는 것이다. 이무영 박사팀의 연구에서 그런 분화 시기는 100만∼300만 년 전인 빙하기로 밝혀졌고, 남한 내에 적어도 2곳의 피난처가 있는 것으로 추정됐다.